# Foreste palustri del Congo occidentale
Le foreste palustri del Congo occidentale sono un'ecoregione dell'ecozona afrotropicale, definita dal WWF (codice ecoregione: AT0129), situata tra la Repubblica del Congo, la Repubblica Democratica del Congo e la Repubblica Centrafricana. Assieme alle adiacenti foreste palustri del Congo orientale formano una delle maggiori aree di foresta paludosa d'acqua dolce del mondo. Costituisce, insieme alle foreste di pianura del Congo nord-occidentale, la regione denominata foreste umide del Congo occidentale, inclusa nella lista Global 200.

## Territorio
È un'ecoregione di foresta pluviale che occupa una superficie di 128.600 km² che si estende attraverso le sponde occidentali del fiume Congo lungo la parte orientale della Repubblica del Congo, l'ovest della Repubblica Democratica del Congo e una piccola area nel sud della Repubblica Centrafricana, tra la confluenza del fiume Lomami con il Lualaba (Congo superiore) e quella del fiume Lefini con il Congo. Confina a nord-ovest con le foreste di pianura del Congo nord-occidentale, a nord-est con le foreste di pianura del Congo nord-orientale, a sud-ovest con il mosaico di foresta e savana del Congo occidentale e a sud con le foreste palustri del Congo orientale. È una foresta inondata caratterizzata da volta elevata, fitto sottobosco e suolo fangoso; è situata in una pianura alluvionale ad un'altitudine compresa tra 380 e 450 m. Ogni anno riceve in media 1800 mm di precipitazioni. Le temperature massime si aggirano intorno ai 30 °C, le minime tra i 21 e i 24 °C. L'umidità è elevata. Durante la stagione umida, la foresta viene inondata da uno strato d'acqua alto tra 0,5–1 m.

## Flora
Nelle aree permanentemente inondate dominano le palme di rafia (Raphia). Nelle zone che vengono inondate solo stagionalmente abbondano le specie dei generi Garcinia (Clusiaceae) e Manilkara (Sapotaceae).

## Fauna
Tra i mammiferi caratteristici ricordiamo il gorilla occidentale di pianura (Gorilla gorilla gorilla), l'elefante di foresta (Loxodonta cyclotis) e lo scimpanzé comune (Pan troglodytes). La ricchezza di specie e di endemismi, tuttavia, non è particolarmente elevata. Tra gli uccelli vi sono solamente due specie quasi endemiche: la rondine di fiume africana (Pseudochelidon eurystomina) e il topino del Congo (Riparia congica); quasi endemici sono anche la rana Phrynobatrachus giorgii, il camaleonte Trioceros chapini, il serpente cieco Letheobia wittei e la lucertola Gastropholis tropidopholis. È possibile che l'apparente scarsità di endemismi sia dovuta al fatto che la regione sia stata finora molto poco studiata.

## Conservazione
Questa ecoregione costituisce un ambiente molto ostile per gli esseri umani e presenta ancora il suo aspetto originario. La popolazione umana è scarsa e limitata al corso dei fiumi principali, dove gli abitanti si dedicano a caccia e pesca. Principali minacce per l'ecoregione sono le concessioni all'industria del legname e la conseguente costruzione di strade che facilitano l'accesso a zone prima eccessibili, nonché il bracconaggio. L'ecoregione ospita un sito Ramsar, la riserva comunitaria del lago Télé/Likouala-aux-herbes, che comprende il fiume Likouala-aux-herbes, quattro suoi affluenti principali (Tanga, Mandoungouma, Bailly e Batanga) e il lago Télé, dove, secondo la leggenda, abiterebbe il mitico Mokèlé-mbèmbé.